# Al Jabara
Die Corsica Marina Seconda ist eine ehemalige Fähre der italienischen Reederei Corsica Ferries, die 1974 als Stena Nautica für die Stena Line in Dienst gestellt wurde. Das Schiff wurde ab 1986 überwiegend auf der Strecke von Livorno und Piombino nach Bastia eingesetzt und im Dezember 2024 in den Sudan verkauft.

## Geschichte
Die Stena Nautica entstand unter der Baunummer 379 in der Rickmers-Werft in Bremerhaven und wurde am 3. Februar 1974 vom Stapel gelassen. Nach der Übernahme durch die Stena Line am 1. Oktober 1974 wurde das Schiff direkt nach Kanada verchartert und dort als Marine Nautica zwischen North Sydney und Port aux Basques eingesetzt.
Nachdem die Marine Nautica unter verschiedenen Betreibern zwölf Jahre in Kanada verbracht hatte, wurde sie im Juni 1986 an Corsica Ferries verkauft und in Corsica Marina II umbenannt. Sie war fortan auf der Strecke zwischen Livorno/Piombino und Bastia im Einsatz. Im Oktober 1999 erhielt sie ihren heutigen Namen Corsica Marina Seconda. 
Am 29. Juni 2019 erlitt das Schiff während eines Dockaufenthalts aus ungeklärter Ursache eine Schlagseite von über 30 Grad. Das Dock musste geflutet werden, um die Fähre wieder aufzurichten. Im Januar 2021 wurde die Corsica Marina Seconda an eine unbekannte Reederei für den Dienst zwischen Toulon und Cartagena verchartert. Ansonsten verkehrte sie regulär auf der Route nach Bastia. Im Dezember 2024 wurde die Fähre an die sudanesische Reederei Tarco Maritime für den Fährverkehr über das Rote Meer verkauft.

## Schwesterschiffe
Die Corsica Marina Seconda ist eines von vier Schwesterschiffen. Ihre Schwesterschiffe waren die 2024 verschrottenen Sardinia Vera und Moby Vincent und die 2015 verschrottete Al Mansour.